# شهرستان کحلان الشرف
ناحیهٔ کحلان الشرف (به عربی: مدیریة کحلان الشرف) یک ناحیه در یمن است که در استان حجه واقع شده‌است. شهرستان کحلان الشرف ۴۴٬۷۶۰ نفر جمعیت دارد.